# Жамбурек, Ян
Ян Жамбурек (чеш. Jan Žambůrek; род. 13 февраля 2001[…], Прага) — чешский футболист, полузащитник нидерландского клуба «Хераклес».

## Клубная карьера
Жамбурек — воспитанник клубов «Богемианс 1905» и столичной «Спарты». В 2018 года Ян перешёл в английский «Брентфорд», подписав контракт на 3 года. 23 февраля 2019 года в матче против «Халл Сити» он дебютировал в Чемпионшипе. В 2020 году Ян на правах аренды выступал за «Шрусбери Таун». В начале 2022 года Жамбурек перешёл в датский «Виборг». 21 февраля в матче против «Раннерс» он дебютировал в датской Суперлиге. 30 октября в поединке против «Силькеборга» Ян забил свой первый гол за «Виборг». 
Летом 2023 года Жамбурек на правах аренды перешёл в либерецкий «Слован». 3 сентября в матче против столичной «Спарты» он дебютировал в Первой лиге. 9 декабря в поединке против «Злина» Ян забил свой первый гол за «Слован».
4 июля 2024 года перешёл в нидерландский «Хераклес», подписав четырёхлетний контракт.

## Международная карьера
В 2023 году Жамбурек в составе молодёжной сборной Чехии принял участие в молодёжном чемпионате Европы в Румынии и Грузии. На турнире он сыграл в матчах против команд Англии, Германии и Израиля. 